# Kim Possible
Kim Possible es una serie de televisión de comedia y aventura de acción animada estadounidense creada por Bob Schooley y Mark McCorkle, fue transmitida por Disney Channel desde el 7 de junio de 2002 hasta el 14 de septiembre de 2007. El programa gira alrededor de Kim Possible, una adolescente que combate el crimen de forma regular, mientras que debe enfrentar a los problemas cotidianos comúnmente asociados con la adolescencia.
Inspiradas por la escasez de series animadas dirigidas por mujeres en el momento - así como sus propias hijas - los episodios, algunos de los cuales se basan en las experiencias de los propios creadores de la escuela secundaria, combinan elementos de acción, aventura, drama, romance y comedia para atraer a las chicas y los chicos, parodiando las películas de James Bond, desarrollando las tramas con diálogos de estilo cómico y directo.
Desafiando las bajas expectativas, la serie se estrenó con aclamación de la crítica gracias a su humor juvenil, escritura y animación. El estreno de Kim Possible fue el más visto de cualquier serie Original de Disney Channel. Originalmente cancelado al final de su tercera temporada en 2006, Disney Channel sin precedentes ordenó una cuarta temporada de la serie para contentar a los fanes leales.
Durando cuatro temporadas y 87 episodios, el programa es considerado uno de los más exitosos de Disney Channel y se mantuvo como la serie más larga de la red hasta ser superada por Phineas y Ferb en 2013. El éxito de la serie generó dos películas de televisión basadas en la misma, Kim Possible: A Sitch in Time (2003) - la primera película animada Disney Channel original - y Kim Possible: Sí es para tanto (2005), así como una serie de videojuegos.
En 2019 se estrenó Kim Possible, una Película Original Disney Channel de imagen real basada en la serie.

## Premisa
La serie se centra en la vida y las aventuras de la adolescente Kim Possible, una estudiante de secundaria consumada y animadora que combate el crimen de forma regular, asistida por su mejor amigo y compañero, Ron Stoppable (Ron Imparable en Hispanoamérica y España), y Rufus, la rata topo de este. Los temores, las inseguridades y la torpeza personal de Ron a veces tienen una tendencia a poner en peligro el éxito de sus propias misiones. Kim y Ron son ayudados remotamente por Wade, un genio de la computación de 10 años que rara vez sale de su dormitorio y se comunica con el dúo a través del dispositivo que se inventó conocido como Kimmunicator. Juntos, el cuarteto se conoce como Equipo Possible. La mayoría de las misiones de Kim implican su viaje a varios destinos en todo el mundo para rescatar a los ciudadanos de los daños y consecuencias provocados por una variedad de enemigos y villanos, los más frecuentes de los cuales son el Dr. Drakken, un científico loco que busca constantemente la dominación mundial y su ayudante matona Shego, que posee la habilidad de generar poderosas explosiones de energía y emitirlas de sus manos, haciéndola la oponente más peligrosa de Kim. Al no disponer de la edad para conducir un vehículo para sus misiones, Kim a menudo se basa en los favores de varias personas y amigos que ha ayudado en el pasado para transportarse, sea en trenes o helicópteros.
Asistiendo al Middleton High School junto a Ron, su mejor amiga Monique y su compañera rival Bonnie Rockwaller, Kim vive con su familia: el padre James Possible, un científico espacial, Ann Possible, una cirujana cerebral y sus hermanos menores, los gemelos Jim y Tim (ambos poseyendo el intelecto de un genio a pesar de tener 11 años). Totalmente conscientes de la ocupación de su hija, los padres de Kim siguen apoyando completamente sus esfuerzos de lucha contra el crimen mientras siga cumpliendo sus labores escolares. 
Kim no posee una identidad secreta por lo que es mundialmente famosa, pero su profesión no es muy apreciada por varios de sus compañeros y maestros. Siendo capitana de las animadoras de su escuela secundaria, la serie también explora los altos y bajos de la vida de Kim como una estudiante de secundaria tratando de navegar mediante citas, tareas, exámenes y eventualmente aprender a conducir, lo que conduce a un balance de vida en el que el luchar contra el crimen hace a Kim más natural que los componentes más estándar de la adolescencia. 

## Reparto
| Personajes                         | Actor de Voz           |
| ---------------------------------- | ---------------------- |
| Kimberly Ann "Kim" Possible        | Christy Carlson Romano |
| Ronald "Ron" Imparable             | Will Friedle           |
| Rufus                              | Nancy Cartwright       |
| Drew Lipsky (a.k.a Doctor Drakken) | John DiMaggio          |
| Shego                              | Nicole Sullivan        |
| Wade Load                          | Tahj Mowry             |
| James Timothy Possible             | Gary Cole              |
| Dra. Ann Possible                  | Jean Smart             |
| James "Jim" Possible               | Shaun Fleming          |
| Timothy "Tim" Possible             | Spencer Fox            |
| Monique                            | Raven-Symoné           |
| Bonnie Rockwaller                  | Kirsten Storms         |
| Duff Killigan                      | Brian George           |
| Señor Senior Jr.                   | Nestor Carbonell       |
| Lord Manuel "Mano de Mono"         | Tom Kane               |

## Producción
Los escritoreses veteranos, Bob Schooley y Mark McCorkle ya habían colaborado para Disney Channel durante varios años en diversas series como Aladdin, Hércules y Buzz Lightyear, Comando Estelar, cada uno spin-offs de Sus respectivos largometrajes de animación. 
A pesar de que disfrutaron trabajar en la anteriores proyectos, Schooley y McCorkle se estaban interesando en contribuir a algo original. Al mismo tiempo, los escritores aprendieron que Disney Channel se interesaron en desarrollar series animadas con niños corrientes en circunstancias extraordinarias. Por lo tanto, la cadena encargó a Schooley y McCorkle crear una nueva serie animada que fuera capaz de entretener a niños de entre 8 a 14 años con esa premisa y que también interesará a los adultos. Mientras viajaban en un ascensor en su camino a las oficinas luego de su almuerzo, McCorkle le dijo a Schooley, "Kim Possible. Ella puede hacer cualquier cosa", a lo que Schooley respondió, "Ron Stoppable, él no puede". Ambos nombres de los personajes principales indican que "la chica va a ser el plomo de la acción y el chico el alivio comico. Concibiendo a todos los caracteres principales ellos mismos, Rufus y Wade fueron creados y agregados a la lista.
Con su dúo principal finalmente establecido, Kim Posible se convirtió en la serie más fácil que Schooley y McCorkle habían desarrollado. Fue una de las primeras incursiones de Disney Channel en desarrollar una serie de dibujos animados totalmente original como respuesta a la ausencia de fuertes personajes femeninos en series animadas estadounidenses y al crear Kim, McCorkle pensó que sería "un personaje que las niñas pueden mirar arriba", inspirado por sus propias hijas jóvenes. Los creadores también fueron influenciados por sus propios héroes de la niñez James Bond y el Capitán Kirk de Star Trek, y querían que Kim se asemejara a un personaje que sus hijas podrían idolatrar de manera similar. A pesar de ser un "modelo femenino fuerte", Schooley sostuvo que el heroísmo "no ayuda a Kim cuando se encuentra cara a cara con su último enamoramiento escolar". A diferencia de los héroes tradicionales, Kim está completamente desprovista de superpotencias y una identidad secreta. Los creadores evitaron darle lo segundo como la mayoría de otros agentes secretos porque querían que tanto ella como Ron permanecieran en contacto con los espectadores más jóvenes. 
Trabajando de forma totalmente independiente de las organizaciones de espionaje, las habilidades de Kim para combatir el crimen se derivan de actividades de la vida real como porristas y gimnasia, "algo que cualquier niño en el mundo podría hacer", según los creadores.

## Casting
Christy Carlson Romano, voz de Kim Possible.
El papel principal de Kim fue ofrecido originalmente a Anneliese van der Pol, quien declinó a favor de aparecer como Chelsea Daniels en el sitcom adolescente de Disney Channel That's So Raven. Después de audicionar a varias actrices para darle voz a Kim, Christy Carlson Romano, de 16 años de edad, finalmente fue elegia como la voz principal después de ser presentada a Schooley y McCorkle por ejecutivos de Disney Channel. 
Romano ya había ganado popularidad por el público de Disney Channel gracias a su interpretación de Ren Stevens en la serie Even Stevens, y comenzó a interpretar a Kim mientras grababa los episodios del anterior programa. Romano se identificó inmediatamente con su personaje porque ambas estaban tratando temas de la adolescencia, comparando el reto de Kim de luchar contra villanos y mantener estable su vida personal con el trabajo escolar y su creciente carrera de actriz. Como anecdota que relucia su compromiso con la serie, Romano se perdió su baile de graduación para doblar la voz en los episodios de la segunda temporada. Describiendo a su personaje como "muy ambiciosa, muy hábil y muy inteligente", dijo Romano al New York Times "He tratado de hacer de ella un buen modelo a seguir. Su confianza y su sinceridad realmente brillan. " Un episodio en particular, "Blush", se inspiró en la tendencia de Romano a ruborizarse en el más ligero complemento. La actuación de Romano como Kim fue nominada para un Emmy Award. 
Will Friedle, recordado por su actuación como Eric Matthews en el sitcom Boy Meets World, fue elegido como Ron. Schooley atribuye gran parte del éxito de la serie a la química de Romano y Friedle. El papel de Shego fue creado para Nicole Sullivan, con quien Schooley y McCorkle habían trabajado previamente. Para prepararse para el papel de Rufus, Nancy Cartwright, más conocida para su trabajo largo de la voz como Bart Simpson en Los Simpson, investigó ratas mule desnuda extensamente hasta el punto de que ella se convirtió en "una fuente de trivia inútil" y conocimiento. Carlton cita Rufus entre sus dos personajes más difíciles de voz debido al uso constante de su diafragma requerido para producir 18 efectos de sonido de ratas. Su rendimiento le valió una nominación al Premio Emmy Daytime para mejor interpretación en un programa de animación. 
John DiMaggio fue elegido como Drakken basado en su interpretación vocal como Bender en la sitcom animada Futurama. Los creadores explicaron, "Drakken es tan divertido como lo es por lo gracioso que es John. Al igual que cualquiera de los grandes chicos de voz en off, puede hacer múltiples voces". Schooley y McCorkle habían trabajado previamente con Nicole Sullivan en Buzz Lightyear, Comando Estelar y así crearon el papel de Shego con su mente. La primera sesión de grabación de Sullivan frente a DiMaggio estableció una química entre los dos actores y sus respectivos personajes, de la que el sarcasmo de Shego fue introducido y ampliado. 
En cuanto a los papeles recurrentes y de invitados, Jean Smart, mujer de diseño, habla a la madre de Kim, Ann. Kirsten Storms dió voz a Bonnie, la rival de la escuela secundaria de Kim, mientras retrataba a Belle en la telenovela Days of Our Lives. Antes de Kim Possible, Storms había protagonizado la serie de películas Zenon. Raven-Symoné, reconocida por la serie Es Tan Raven, fue elegida para la voz de la mejor amiga femenina de Kim, Monique, basada en su reputación de actriz cómica y habilidad para improvisar diálogos. 
Señor Senior, Sr. y Señor Senior, Jr. son presentados por Ricardo Montalban y Néstor Carbonell, respectivamente. Rider Strong, compañero de Friedle en la serie Boy Meets World, dió voz a Brick Flag, el novio de Bonnie.

## Escritura y desarrollo
Como productores ejecutivos y escritores, Schooley y McCorkle supervisaron todas las duraciones de los episodios para mantener la coherencia. Ambos se involucraron principalmente en el proceso de escritura, centrándose en la trama y el diálogo, mientras que el storyboard fue manejado principalmente por Loter. El personal de la escritura consistió de los empleados de Disney Channel y escritores independientes. Schooley y McCorkle también combinaron elementos de aventura, relaciones y humor para atraer a los niños, que les interesan más la acción, a diferencia de las niñas, que se sienten más atraídas por las relaciones y el desarrollo del carácter, conscientes de los "truismos antiguos" que rodean la creencia de que los chicos son menos propensos a ver una serie protagonizada por una mujer la situación de fundición se invierte. 
Sin alienar a los espectadores más jóvenes, a los que el programa se niega a "hablar mal", la escritura en Kim Possible es "un poco más antigua que" la de la serie animada tradicional de Disney. Mientras evitaban las referencias de adultos, Schooley y McCorkle optaron por un ritmo de ritmo rápido y un ritmo que atrajo a espectadores adultos en su lugar, lo que resultó en teleplays que eran típicamente cinco páginas más largas que las tradicionales de Disney Channel. Además, el espectáculo pesadamente parodia las películas populares de James Bond. Algunas de las tramas y de las ideas de la demostración se dibujan de las vidas de las hijas de ambos creadores; La decisión de que Ron finalmente se uniera al equipo de fútbol de su escuela se inspiró en la hija de Schooley estuvo involucrado en su venda de la High School secundaria, que dio lugar a ellos que atendían a varios fósforos de fútbol de la escuela. Citando a Ron como su personaje favorito, McCorkle admitió que le recuerda su auto de escuela secundaria. A pesar de no ser un héroe de acción tan fuerte como Kim, al mismo tiempo los creadores tuvieron cuidado de resaltar el coraje y los atributos de Ron enfatizando el hecho de que constantemente se encuentra en situaciones peligrosas. Para la cuarta y última temporada, los escritores habían tenido en cuenta las solicitudes de los fans masculinos de ver a Ron tener éxito con más frecuencia de lo que lo había hecho en temporadas anteriores, lo que lo convirtió en un personaje más seguro a medida que gradualmente "entró en su propio" Se convierte más en un socio que en un compañero. La relación de Drakken y Shego "extrañamente" refleja a Kim y Ron en cierta medida, con el personaje femenino más inteligente y competente que su compañero de equipo masculino. Inicialmente imaginado como un "compañero estándar", la sarcástica interpretación de Sullivan de Shego finalmente inspiró a Schooley y McCorkle a expandir el humor que gira alrededor del hecho de que Shego apenas puede tolerar a Drakken. Los creadores siempre habían tenido la intención de que Kim y Ron eventualmente se involucraran románticamente, pero evitó esta historia por temor a "pintarse nosotros mismos en un rincón", citando la malhadada relación de Sam y Diane en la comedia de programa Cheers como ejemplo. A lo largo de las tres primeras temporadas, se alude a la idea de que Ron tenga sentimientos por Kim, pero nunca los persigue por varias razones. La producción de nuevos episodios de Kim Possible prácticamente había cesado a finales de la temporada 3 cuando Kim y Ron finalmente se convirtieron en pareja, lo que McCorkle sentía haber terminado la serie perfectamente en la película Kim Possible: Así que el Drama, eliminando inicialmente cualquier necesidad de determinar Cómo iban a proceder con ellos como una nueva pareja. Sin embargo, cuando la serie fue sorprendentemente renovada para una cuarta temporada, Schooley y McCorkle se vieron obligados a enfrentar el desafío de escribir para Kim y Ron como pareja por primera vez, pero finalmente crecieron a apreciar su "nueva dinámica", que proporcionó el espectáculo Con "nueva vida" y permitiendo a los escritores explorar territorios cómicos previamente desconocidos. Schooley y McCorkle se acercaron al desafío de retratar las citas de una manera que atrajera tanto a los niños más jóvenes como a los más mayores al tener a los villanos, Y la relación de Ron con incredulidad desde que "Ron es dolorosamente consciente de que es el hombre más afortunado del mundo ... para aterrizar a Kim", según Schooley. Al acercarse a su relación romántica de la misma manera que hicieron su amistad, los escritores se negaron a tratar la historia como una telenovela en la que la pareja se rompe constantemente y se reúne, manteniendo su romance realista al abandonar rápidamente "la fase amorosa". Schooley y McCorkle sólo reconocieron ligeramente la relación, manteniendo que Kim "todavía salva al mundo, todavía tenemos a los villanos, y tenemos la comedia con los villanos y sus esquemas extraños y cómo se frustran". La cuarta temporada introduce a los nuevos villanos como Camille Leone, una heredera de la celebridad del shapeshifting, Warmonga, y un villano más serio que posee "ningún comportamiento clownish divertido, apenas mal." Los villanos también trabajan juntos contra Kim en diferentes combinaciones. Kim también se da su propio coche mientras que sus hermanos, habiendo saltado varias calificaciones debido a su inteligencia, se unen a ella en la escuela secundaria a pesar de ser sólo de 12 años de edad, para gran disgusto de Kim. Wade se aventura fuera de su dormitorio con más frecuencia, ocasionalmente ayudando a Kim y Ron en persona. El personaje recurrente Monique, quien fue creada porque Schooley y McCorkle sintieron que Kim sería más realista si tuviera una mejor amiga femenina además de Ron, se amplía de la de simplemente un observador de las vidas de Kim y Ron a un más involucrado Miembro del Equipo Posible, ampliando el conjunto. La vida en casa de Ron también se explora mientras recibe a un hermano menor. La serie termina con la graduación de Kim y Ron, dejando su futuro abierto a la imaginación. Varios episodios de la Temporada 4 fueron editados y acortados por tiempo debido a que correrían hasta cinco minutos demasiado tiempo, forzando a Loter a eliminar algunas subparcelas y personajes. Diseño y animaciónCrear el universo y el entorno de Kim Possible fue un proceso de colaboración entre Schooley y McCorkle , Disney Channel, los diseñadores de personajes y el elenco, que también fueron alentados a aportar sus propias ideas. Aunque Schooley y McCorkle participaron en el diseño de Kim, la mayor parte de esa tarea particular fueron los esfuerzos combinados de Loter, el director de la temporada inaugural Chris Bailey, el director de arte Alan Bodner y el diseñador de personajes Stephen Silver, cada uno de los cuales había trabajado juntos en anteriores proyectos animados. Debido a su extensa experiencia de animación, Schooley y McCorkle dijeron que "Kim tenía que ser un personaje atractivo", mientras que Ron sería más-tan "torpe-atractivo". Evolucionando dramáticamente durante el transcurso de tres meses, Kim, que había sido originalmente diseñada para parecerse a una heroína rubia de aspecto atlético "estándar", sufrió varios cambios. En un momento, la apariencia del personaje se basó en la del personaje de videojuegos Lara Croft de la franquicia Tomb Raider hasta que Disney Channel abandonó este concepto en favor de uno más parecido al de una niña de 14 años en contraposición a una bomba. Admitiendo que Kim habría sido su chica de ensueño en la escuela secundaria, los creadores bromearon: "Sin embargo, ella habría estado fuera de nuestra clase". Un súper traje diseñado para el personaje fue introducido en la primera temporada 4, pero rápidamente abandonado una vez que los escritores se dieron cuenta de que el traje detraer a la reputación establecida "ella puede hacer nada" del personaje. Sin embargo, su equipo de misión original, Pantalones se sustituye permanentemente por una camiseta y pants. Loter normalmente visualizado cualquier guion que se le proporcionó después de haber sido escrito. Con personajes dibujados con grandes cabezas y ojos, el estilo colorido, "de moda y retro" del espectáculo recuerda a las películas de espía "campy" lanzadas durante los años 60 y 70. El New York Times observó que la configuración retro del programa es más similar a la de The Jetsons que The Simpsons. Utilizando un estilo de animación limitada, los personajes usan una amplia variedad de trajes y peinados. Optando por una "sencillez que fue el sello distintivo" de los años 60, parte de la arquitectura de Kim Possible es una reminiscencia de las guaridas propiedad de los villanos de James Bond, mientras que Bodner se inspiró en el diseño gráfico de los carteles que Disney utilizó durante la misma década Un Chuck Jones y Maurice Noble. En la Temporada 4, algunos episodios fueron filmados intencionalmente en multiplane para lograr una imagen más cinematográfica. Además, la serie animada de Disney Channel, American Dragon: Jake Long, inspiró a los animadores y artistas a acercarse a la última temporada de Kim Possible con un diseño "más áspero". El director Steve Loter declaró la temporada 4 de la serie "la temporada más internacional" porque Kim y Ron viajan a países más exóticos. Tres diferentes estudios de animación animaron la serie: Rough Draft, Starburst y Hanho.MusicR & B cantante Christina Milian grabó la canción del tema "Call Me , Beep Me ", que ella también acredita con el beneficio de su propia carrera como artista de la grabación. Escrito por los músicos Cory Lerios y George Gabriel, la canción del tema del programa" Call Me, Beep Me "(también llamado" Call Me, Beep Me! (The Kim Possible Song) "o simplemente" The Kim Possible Song ") es interpretada por la cantante estadounidense Christina Milian. Después de haber trabajado para Disney Channel en ese momento, apareció como corresponsal en la miniserie de la cadena Movie Surfers después de rechazar una oferta Para aparecer en su programa de variedades El Mickey Mouse Club, Milian se enteró de Kim Possible de Disney cuando el estudio la llamó en la contratación de un artista para grabar la canción del nuevo programa. Después de reunirse con los compositores, que luego procedieron a escribir la canción, por primera vez, Milian regresó al estudio para grabar "Call Me, Beep Me" una semana más tarde. "Call Me, Beep Me" se escucha durante la secuencia de estreno del programa, alentando a los espectadores y oyentes a contactar a Kim para que les ayude en caso de encontrarse en situaciones difíciles, con la letra " Peligro o molestia, estoy en el doble. Los sonidos de los dispositivos móviles y la tecnología moderna se incorporan a lo largo de la canción. Aunque "Call Me, Beep Me" comienza "Soy tu chica básica, media" en referencia a Kim, estas letras son paradójicas porque hay poca base o "Call Me, Beep Me", escrito por Cory Lerios y George Gabriel, y realizado por la artista Christina Milian. La canción es un pop adolescente y el número de R & B sobre la devoción de Kim Possible para ayudar a aquellos en necesidad. ¿Problemas al reproducir este archivo? Call Me, Beep Me "se convirtió en un éxito de Radio Disney, quedando en el número uno durante 12 semanas. El éxito de la canción benefició en última instancia a la carrera de Milian como intérprete; Ella explicó: "Nunca me di cuenta de que el espectáculo me daría tanta exposición, es genial porque la gente ha crecido conmigo, incluso con esa maldita canción. No sabía que mucha gente estaba viendo a Kim Possible de esa manera. Por esa canción, En realidad me inspiró a hacer mi propio artista musical animado porque mucha gente pensaba que yo era Kim Possible ". Milian todavía tiene que realizar la canción en vivo en concierto, pero ha expresado interés en la grabación de un remix para los fans. "Call Me, Beep Me" fue la primera canción que Lerios y Gabriel escribieron juntos, y el dúo de compositores ha pasado a colaborar tanto en la puntuación como en la escritura de canciones para varios mayores Redes de televisión y programas. El compositor Adam Berry fue el encargado de anotar toda la serie. Mientras que la música en Kim Possible es en su mayoría impulsada por la guitarra, la experiencia de Berry antes del show había sido exclusivamente orquestal, componiendo partituras usando sólo un teclado. Un guitarrista desde la edad de seis años, el propio Berry proporcionó toda la guitarra y bajo las señales musicales en Kim Possible. Aunque discutir si la música popular que aparece en la serie debe ser estilísticamente similar a la partitura, Disney decidió evitar limitar el espectáculo a las tendencias musicales entonces-actual, porque, de acuerdo con Berry, "tratar de ser actual es una de las mejores maneras de Sonido anticuado ". Mientras los temas de música electrónica se escuchan durante las secuencias de lucha de la escena, los riffs de guitarra de "Call Me, Beep Me" se repiten durante los episodios. Smash Mouth cantante Steve Harwell hace una aparición en el episodio de la temporada 2 "Queen BeBe". La tercera temporada introduce varias canciones específicas de cada personaje. La secuencia de títulos fue casi enteramente actualizada con el estreno de la cuarta temporada, pero "Call Me, Beep Me" permaneció sin cambios. Una banda sonora oficial de Kim Possible fue lanzada por Walt Disney Records el 1 de julio de 2003, con "Call Me, Beep Me "Y" Podría ser ", además de otras contribuciones musicales del reparto de Kim Possible además de varios artistas de la grabación de Disney, incluyendo Aaron Carter. Romano también grabó una nueva canción titulada "Say the World" para el álbum. Una combinación de pop adolescente, pop rock, pop power y música R & B, la banda sonora también cuenta con apariciones de los grupos musicales A-Teens, Jump5 (realizando una portada de Kool & the Gang "Celebration"), LMNT y Smash Mouth y Will Friedle Y el "Naked Mole Rap" de Nancy Cartwright, un tributo a Rufus de Ron, [en última instancia, concluyendo con un "remix de trabajo" de la canción de Tony Phillip. Dirigido principalmente a la joven base de fans del programa, la escritora de AllMusic, Heather Phares, revisó el álbum como "una banda sonora mejor que la media de los niños".

## Estilo y temas
Los episodios generalmente se adhieren a un formato simple y similar, con un villano hambriento de poder que Kim y Ron deben evitar de alguna manera conquistar el mundo. Aunque principalmente una serie de comedia de acción, Música en la televisión: canales de escucha El autor James Deaville observó que Kim Possible se adhiere a la larga tradición de combinar aventura con comedia en la televisión animada. Según Telebisyon, "el espectáculo está bastante orientado a la acción, pero también tiene una atmósfera cómica fuerte y alegre".  Además de la acción, la comedia y la aventura, las historias de Kim Possible también exploran elementos del romance y el drama. Según The Artifice, la marca de humor única del programa se distingue del estilo slapstick asociado con la mayoría de las comedias de situación de Disney Channel, a saber, Phil of the Future y That's so Raven, aunque Ron puede ser considerado un personaje slapstick. Con una tendencia a no tomarse en serio, Kim Possible parodias y rinde homenaje a los géneros de espías, héroes de acción y superhéroes, su comedia se beneficia del énfasis del programa en los "complots exagerados" y circunstancias; la propia familia de superhéroes de Shego, Team Go, es una parodia deliberada del equipo de superhéroes de Marvel, los Cuatro Fantásticos. Auto-referencial en su humor que evita hablar con sus espectadores,  la serie también parodia el género de comedia juvenil,  modas y tendencias adolescentes en general, y algunas veces incluso se burla de sus propios agujeros de la trama y descuidos, mientras que ocasionalmente adopta tropos comunes de dibujos animados y comedias. 
Además de otros "pilares" de los jóvenes de hoy en día, la tecnología desempeña un papel importante en la serie, específicamente en los dispositivos de Internet y Kim, el más importante de los cuales es un dispositivo similar a un teléfono celular conocido como Kimmunicator, diseñado para ayudar a Kim comuníquese con Wade y permítale acceder a prácticamente cualquier información que desee.McCorkle explicó el énfasis que pone el programa en la tecnología: "El uso del tema de Internet en la serie se convirtió en una plataforma de lanzamiento fácil en parte porque es una parte muy importante del tejido de la vida adolescente. y las posibilidades interactivas son infinitas ... Es como si pudiéramos jugar la "Q" de James Bond para cada episodio; cuanto más imaginativo sea el juguete, mejor ". Particularmente deseable para los espectadores más jóvenes, la tecnología le permite a Kim viajar por el mundo sin esfuerzo y, hasta cierto punto, refleja la capacidad de los niños para hablar con cualquier persona en cualquier parte del mundo a través de Internet. La capacidad de Kim de viajar virtualmente a cualquier parte del mundo en un corto período de tiempo queda prácticamente sin explicación; BuzzFeed se refirió a Wade como un "ejemplo de que sentarse frente a tu computadora todo el día es en realidad la posición más poderosa para estar". El hecho de que Wade nunca salga de su habitación podría indicar que padece agorafobia.
Kim es criada en una familia nuclear. A diferencia de las populares comedias animadas como The Simpsons y Family Guy, ambos padres de Kim son inteligentes, exitosos y atractivos; La propia inteligencia de Kim se atribuye a menudo al hecho de que ella nace de un padre científico de cohetes y una madre neurocirujana. La confianza inherente de Kim es un rasgo familiar posible; su padre James, que ve a las mujeres como iguales, reitera con orgullo la frase "Nada es imposible para un posible" en numerosas ocasiones. En sus años más jóvenes, la abuela de Kim "Nana" Possible luchó contra el crimen como la propia Kim. Kim Possible aborda el tema de la zona de amigos a través de la relación de Kim y Ron, discutiendo la amistad entre hombres y mujeres de una manera que recuerda a la de la comedia romántica When Harry Met Sally ... (1989). De acuerdo con Sarah Freymiller de Bustle, la amistad de los protagonistas evoca la de Batman y el Joker, "Kim tiene el poder funcional y social, mientras que Ron ejerce una influencia más calmante y ocasionalmente slapstick en el espectáculo ... es el tipo inteligente. El caos en su vida altamente organizada ". Kim y Ron son únicamente amigos platónicos para las primeras tres temporadas del programa y siguen siendo mejores amigos incluso después de que comienzan a salir en la Temporada 4, desafiando la creencia popular de que "estar involucrado románticamente vale más que estar en una amistad". La serie evita el popular "¿Ellos o no lo harán?" Trope usado a menudo en programas de televisión, manteniéndolos como pareja por el resto de la serie. Habiendo crecido juntos y aprendiendo de los errores de los demás, Kim y Ron finalmente compensan las deficiencias de los demás. Según Feminist Fairytales, "Ron tiene una actitud muy relajada hacia la vida que a menudo proporciona un equilibrio a la naturaleza asertiva de Kim y al perfeccionismo, mientras que Kim ayuda a Ron a ser mucho más independiente y autosuficiente". Freymiller también cree que Ron podría haber sido concebido porque "los creadores sintieron que la televisión solo sería capaz de aceptar un personaje femenino fuerte si ella tuviera un homólogo masculino", eliminando los temores que Kim podría ser percibida como demasiado maliciosa, complementando sus acciones en lugar de dominar .
Kim Possible, que aloja un elenco diverso de personajes femeninos fuertes y se enfrenta a normas y barreras de género, explora temas feministas, específicamente el feminismo de la tercera ola. Junto con otras series animadas dirigidas por mujeres que se estrenaron a lo largo de la década y que experimentaron una afluencia constante en los medios de comunicación protagonizados por "Teenage Action Chicks with special poderes", Kim Possible es considerado como un ejemplo del poder femenino y del feminismo poderoso.
Al igual que los espectáculos animados Totally Spies, Atomic Betty y The Life and Times of Juniper Lee, Kim Possible gira en torno a un atractivo, inteligente y fuerte personaje femenino cuya identidad pública pretende indicar que debe ser recibida como un modelo positivo. para las chicas jóvenes. De acuerdo con Betsy Wallace, de Common Sense Media, Kim Possible "capitaliza la locura de los villanos que desató a Buffy the Vampire Slayer y Alias", aunque simplificando el género para una generación más joven. De acuerdo en que la serie adoptó la nueva fórmula "Trata femenina del crimen", Tracey McLoone de PopMatters admitió que las comparaciones de Buffy the Vampire Slayer, Alias y The Powerpuff Girls son inevitables, pero al mismo tiempo observó que Kim es más segura que ella. predecesores, que incorporaron actividades de porristas y acrobacias en sus luchas contra enemigos, mientras usaban accesorios tradicionales "femeninos" como brillo de labios y maquillaje para su ventaja en la batalla. En comparación con Buffy, Kim también se acerca a su complicado estilo de vida con más alegría.
Mientras tanto, Nicole Rogers, del Wisconsin State Journal, cree que Kim se parece a lo que sería Sydney Bristow de Alias si hubiera sido representada como una estudiante de secundaria animada.
Según Monique Steele de MTV, Kim Possible es "todo acerca de cómo las chicas patean a tope"; Kim rescata constantemente a Ron, salvándolo de peligros en numerosas ocasiones a lo largo de la serie. Al escribir para Wewomen.com, Carla Cain Walther observó que la serie "se burlaba del tropel de 'damisela en apuros' que se usa en las películas de acción" al hacer que Kim salve a Ron "usando su ingenio y fuerza", lo que refuerza la idea de que las chicas son capaces de ayudar sí mismos. Identificando a Kim como una heroína posfeminista porque es inteligente además de tener la "forma de Barbie" y tener un asistente masculino similar a las mujeres ejecutivas, Julie Salamon de The New York Times bromeó diciendo que "el trabajo de Kim parece ser hacer que el mundo sea seguro para las porristas. de nuevo, siguiendo el camino forjado por Reese Witherspoon en Legally Blonde en nombre de las hermandades de mujeres ". Sarah Gailey, de Tor.com, observó que mientras Shego se enorgullece de pasar mucho tiempo descansando junto a la piscina y decidiendo qué quiere y qué no quiere hacer, Kim se ve obligada a "entrar en acción sin importar si está cansada o triste o enferma o, Dios no lo quiera". , demasiado ocupado". Sarah Freymiller, de Bustle, escribió que "Kim ofrece un modelo para la feminidad que refuerza y trabaja en contra del estereotipo típico de" animadora de la escuela secundaria ", citando a las animadoras como una salida que el personaje elige voluntariamente. Kim no es un tomboy; Julia Pugachevsky de BuzzFeed acredita la serie con "demostrarle que puedes ser tradicionalmente femenina y fuerte al mismo tiempo". A la inversa, la autora de Geek Chic: Smart Women in Popular Culture S. Inness argumentó que Kim Possible refuerza que "las niñas pueden hacer cualquier cosa que elijan", pero deben mirar de cierta manera para hacerlo, ya que su carácter femenino participa en el consumismo y la feminidad normativa que Sus personajes masculinos no lo hacen, como comprar y pasar mucho tiempo en su apariencia. Inness también sintió que el potencial feminista del programa se ve comprometido por el hecho de que Kim se rodea principalmente con compañeros masculinos en lugar de femeninos, "contradice los mensajes de solidaridad femenina".

## Recepción

### Respuesta Crítica
En los días previos al estreno de Kim Possible, los críticos de la televisión especularon si el programa atraería a un importante público masculino lo suficientemente grande para tener éxito a pesar de su liderazgo femenino, atribuyendo el fracaso a lograrlo con la cancelación de Madeline . En última instancia, Kim Possible se estrenó a la vez aclamado y audiencia fuerte. La serie siguió recibiendo elogios de la crítica a lo largo de su carrera, obteniendo elogios significativos por su diálogo, animación y personajes. Describiendo el espectáculo como "infeccioso", Rob Owen de Pittsburgh Post-Gazette escribió: "Bendita con un sentido del humor moderno y la cadera - pero no demasiado de la cadera - vocabulario, Kim Posible debe apelar a los preadolescentes (edades 9-13 ) Que claramente los objetivos ", mientras que el doblaje Rufus estrella de la serie de la fuga. Escribiendo para The New York Times, Julie Salamon también disfrutó de Rufus, escribiendo: "Probablemente me hubiera gustado Kim Impossible, incluso si uno de sus personajes principales no hubiera sido una rata mole desnuda, pero la alegre presencia de Rufus En esta nueva serie animada de Disney señala que el productor ejecutivo y director del programa, Chris Bailey, no le importa quedar lindo de maneras obvias ". The Herald-News 'Dave Mason escribió que Kim Possible "combina el drama con el humor a un ritmo rápido y divertido". En su libro El directorio completo de Prime Time Network y programas de televisión por cable, 1946-presente, el historiador de televisión Tim Brooks apreció la serie por tener "un maravilloso sentido del humor sobre sí mismo".
Scott D. Pierce de la revista Deseret News elogió a Kim Possible como "un espectáculo entretenido que de hecho debería atraer a preadolescentes, niños más pequeños e incluso a sus padres" que "juega con el formato de superhéroe de una manera que no se toma demasiado en serio pero no 'T jugar a los espectadores. " Tracy McLoone, de PopMatters, comentó: "Kim Possible incluye humor amable con los adultos, en el caso de que los padres sientan la necesidad de ver televisión (sic) con sus hijos. Pero nadie en o viendo la serie nunca será ofendido o sobreestimulado, Incluso sorprendido ". Mientras acepta a Kim como modelo positivo y reconoce que la serie a veces enseña "buenas lecciones", Besty Wallace de Common Sense Media expresó su preocupación por el énfasis del programa en la acción y la violencia, explicando que "las lecciones pueden confundirse y casi se pierden como Los héroes suben las escaleras de cuerda colgando de los helicópteros y esquivan las cimas de la fatalidad, siempre y cuando no esperes demasiado en el valor educativo, probablemente te divertirás mucho con éste ". En palabras de Sarah Freymiller, Sarah Freymiller opinó: "En última instancia, Kim Possible fue sólo un espectáculo sólido, no escatimó en la trama o el diálogo a favor de las explosiones de Wile E. Coyote, y su humor irónico le permitió ser uno mismo -aware y la cadera al mismo tiempo. " Lyn Mikel Brown fue menos receptiva a la propia Kim, criticando el programa por promover a la heroína hermosa y delgada como "su chica promedio básica" y aparente confianza en la inteligencia de Ron, así como el hecho de que Su "mayor amenaza" es Bonnie en oposición al mal. Según Brown, "Ser el tipo de chica que ha aceptado o ser amiga de los chicos subraya el poder de una chica y la pone en contra de otras chicas".
Uno de los programas más populares y exitosos de Disney Channel, Kim Possible sigue siendo el proyecto para el cual Schooley y McCorkle son más conocidos. Se esperaba que Kim Posible fuera tan popular como finalmente se convirtió, demostrando ser popular entre el público masculino y femenino. Los creadores dijeron: "Siempre que hay un complemento de acción a un espectáculo, los chicos se emocionan, y cuando Kim hace sus artes marciales y cuando está haciendo una de estas increíbles acrobacias, los chicos les encanta verlo ... Y uno de los Cosas que siempre hemos encontrado es que los chicos de cualquier edad ... aman el humor y los personajes que son un poco tonto, un poco tonto y extraño Cuando probamos, los niños eran como: 'Oh, Ron estúpido gracioso' y Que se convirtió en una especie de frase de moda. " Kim Possible fue recibida por un nivel de entusiasmo no experimentado desde el sindicado Disney Afternoon Lineup, convirtiéndose en el canal de Disney más exitoso después de los años noventa. El presidente de Disney Channel en todo el mundo, Rich Ross, consideró a Kim Possible como un "destacado" entre la línea de acción de la red y la línea animada. La serie mantiene "legiones" de fanes devotos. Una encuesta realizada por Disney Channel reveló que los espectadores de Kim Possible votaron por "Emotion Sickness" de la temporada 3 como su episodio favorito de la serie. Entertainment Weekly clasificó a Kim Possible en cuarto lugar en su lista de los 25 más grandes de Disney Channel Original Series, llamándola una "joya animada" .MTV clasificó a Kim Possible 13 en su artículo "15 Disney Channel Series We Wish We Could Watch Again". La canción "Call Me, Beep Me" se hizo tan popular Tanto de la serie como de la propia Milian, que varios de ellos procedieron a descargarla como su propio teléfono celular.

### Premios y nominaciones
En su primera temporada, Kim Possible fue nominada para su primer y único Primetime Emmy Award en 2003, por Outstanding Animated Program. En 2004, la serie fue nominada para dos premios Emmy diurnos en las categorías Programa para niños destacados para niños y Performing Performer en un programa animado. En 2005, Kim Possible fue nominada para un total récord de cinco premios Emmy diurnos, el número más alto de nominaciones a los premios Emmy recibidos por la serie. La cantidad de nominaciones también fue la más alta recibida por cualquier serie animada reconocida ese año. Para el programa animado excepcional de los niños, el ejecutante excepcional en un programa animado (para Romano), el logro excepcional en la edición sana y el logro excepcional en la mezcla sana - acción y animación vivas, Kim posible finalmente ganó el premio, para la mezcla de sonido excepcional - acción y animación vivas. Además de un premio Emmy y ocho nominaciones, Kim Possible también ha ganado los Premios Parents 'Choice y los Premios Annie al Mejor Programa y Mejor Serie de TV para Niños, respectivamente.

## Medios relacionados

### Películas
El éxito de Kim Possible generó dos películas de televisión basadas en la serie, convirtiéndose en la primera serie de animación que se adaptará en una película original de Disney Channel. El primero, Kim Possible: A Través del Tiempo, es de ciencia ficción y se estrenó en Disney Channel el 28 de noviembre de 2003, siguiendo a Kim mientras viaja en el tiempo para salvar al mundo. Apodado un "episodio extendido", la película también explora el origen del personaje, revelando cómo ella y Ron se convirtieron en combatientes del crimen y cuenta con un elenco de estrellas. El segundo, Kim Possible Movie: No es Para Tanto, fue lanzado en 2005 y originalmente iba a ser el final de la serie. Pero debido a la demanda popular, la serie se renovó para otra temporada.

### Videojuegos y mercancía
El éxito de Kim Possible generó su propia serie de videojuegos; Un total de seis videojuegos fueron lanzados, apoyados por varias consolas de juegos y plataformas:
- Kim Possible de Disney: Revenge of Monkey Fist (GBA) - Estrenada el 15 de noviembre de 2002

- Kim Possible 2 de Disney: Demencia de Drakken (GBA) - publicado, 22 de septiembre de 2004

- Kim Possible 3 de Disney: Equipo Posible (GBA) - publicado, 26 de julio de 2005

- Kim Possible de Disney: Kimmunicator (DS) - publicado, 9 de noviembre de 2005

- Kim Possible de Disney: Leyenda de los Monos Eye (PC) - publicado, 16 de mayo de 2006

- Disney's Kim Possible: ¿Cuál es el interruptor? (PS2) - publicado, 19 de octubre de 2006

- Kim Possible de Disney: Global Gemini (DS) - publicado, 13 de febrero de 2007

En 2003, Disney comenzó a usar la popularidad de Kim Possible de Disney Channel y Lizzie McGuire en un intento por revivir la división de mercadeo de la compañía, que había estado sufriendo de un interés en declive en los lazos de cine y televisión. En junio de 2004, los clientes de McDonald's recibieron recuerdos de Kim Possible que iban desde figuras de acción hasta artes de espionaje y accesorios con su compra de Happy Meal. A los clientes se les dio una selección de 8 juguetes interactivos diferentes para elegir, incluyendo una tableta de dibujo magnético diseñada para parecerse a Kimminucator y figuras de acción de Kim, Ron, Rufus, Monkey Fist y Shego.

### Atracción en Epcot
Basado en la serie, Kim Possible World Showcase Adventure fue una atracción interactiva que tuvo lugar en varios de los pabellones World Showcase de Epcot en Walt Disney World. La atracción es una cacería de tesoros electrónica que tiene invitados usando "Kimmunicators" (en realidad, los teléfonos celulares modificados) para ayudar a Kim Possible y Ron Stoppable a resolver un "crimen" o interrumpir los "planes de un perverso para la dominación global". El "Kimmunicator" es capaz de desencadenar eventos específicos dentro de los terrenos del pabellón que proporcionan pistas para completar la aventura. Lanzado en enero de 2009 y presentado por Verizon Wireless, la aventura se incluye en la admisión al parque.
La atracción fue cerrada el 18 de mayo de 2012 para dar paso a una atracción similar temática alrededor del personaje de "Agent P" de Disney Channel animado programa de televisión Phineas y Ferb. La nueva atracción, ahora llamada Phineas de Disney y la Agencia P World Showcase Adventure de Ferb, abrió sus puertas en junio de 2012.

## Lista de episodios
| Temporada | Episodios | USA                      | USA                     | Hispanoamérica          | Hispanoamérica          | España               | España                |
| Temporada | Episodios | Comienzo                 | Final                   | Comienzo                | Final                   | Comienzo             | Final                 |
| --------- | --------- | ------------------------ | ----------------------- | ----------------------- | ----------------------- | -------------------- | --------------------- |
| 1         | 21        | 7 de junio de 2002       | 16 de mayo de 2003      | 13 de enero de 2003     | 3 de noviembre de 2003  | 10 de marzo de 2003  | 31 de octubre de 2003 |
| 2         | 30        | 18 de julio de 2003      | 5 de agosto de 2004     | 1 de marzo de 2004      | 20 de diciembre de 2004 | 25 de enero de 2004  | 31 de enero de 2005   |
| 3         | 14        | 25 de septiembre de 2004 | 10 de junio de 2006     | 11 de abril de 2005     | 29 de enero de 2007     | 13 de mayo de 2005   | 28 de febrero de 2007 |
| 4         | 22        | 10 de febrero de 2007    | 7 de septiembre de 2007 | 3 de septiembre de 2007 | 4 de febrero de 2008    | 5 de octubre de 2007 | 8 de febrero de 2008  |

## Temporadas

### Primera temporada
- Número de episodios: 21

El estilo de dibujo, es diferente al de las otras temporadas, como por ejemplo: los ojos de Kim son muy grandes y resaltantes, las orejas de Ron y ciertamente su cara.

### Segunda temporada
- Número de episodios: 32, incluyendo la película Problemas en el tiempo

En esta temporada los rasgos de los personajes son más humanos, e incluso incluye la primera película (no original de Disney) de Kim Possible, Problemas en el tiempo.

### Tercera temporada
- Número de episodios: 16, incluyendo la película Todo un Drama (Qué Drama) que comprende 3

La tercera temporada tuvo menos capítulos que el resto. En esta se estrenó la segunda película de Kim Possible, Todo un Drama (Qué drama), donde se da un giro total a la serie, además de ser el antiguo final de la serie (Antes de saberse de la cuarta temporada) es la clave para la relación de los protagonistas, que luego de varios dramas y problemas, terminan juntos, incluso es la primera y única (hasta la fecha), película original de Disney Channel por parte de Kim Possible.

### Cuarta temporada
- Número de episodios: 23

La cuarta temporada incluyó muchos cambios a la serie, como la nueva hermana de Ron, Hannah y el nuevo traje de batalla de Kim. La calidad de dibujo cambió, a Ron se lo dibuja con una apariencia de veinte años, mientras que a la protagonista se la dibujó más sencilla. El humor también sufrió una transformación.
La temporada, incluyó nuevos villanos, como Camille León y Yono. También la relación entre Kim y Ron, fue más romántica y sentimental, la asombrosa aparición del poder místico del mono de Ron, que tuvo lugar en Graduation (Parte 2) y el nuevo estilo del tema inicial de la serie, incluyendo la nueva forma de terminar los episodios, ya no con la imagen estática de Kim viendo al Kimmunicator, ahora con una escena extra del capítulo.

### Crossover conLilo & Stitch
Un episodio crossover de Lilo & Stitch: The Series con Kim Possible fue transmitido como parte de la segunda temporada del programa anterior. Con el título de "Rufus", el episodio es el decimonoveno de la segunda temporada. En este episodio, Lilo contacta con Kim y Ron para que les ayuden a rescatar a Stitch, que ha sido capturado por Drakken y Shego tras haber sido contratados por el Dr. Hämsterviel. Mientras tanto, Jumba confunde a Rufus con uno de sus experimentos desaparecidos.

## DVDs
| Volumen                                                   | Lanzamiento             | Episodios |
| --------------------------------------------------------- | ----------------------- | --- |
| Kim Possible: Los expedientes secretos                    | 2003                    | "El ataque de las bebes asesinas" "Downhill" "Partners" "Crush (Bonus Episode)" |
| Kim Possible: Problemas en el tiempo                      | 28 de noviembre de 2003 | "Presente " "Pasado" "Futuro" |
| Kim Possible: Expediente de los villanos                  | 2004                    | "Blush" "Animal Attraction" "Number One" "Showdown at Crooked D" |
| Kim Possible Movie: Todo un drama                         | 2005                    | "Parte 1" "Parte 2" "Parte 3" "Mano de Gorila (Bonus Episode)" |
| Kim Possible: Monkey Business (Europe and Australia only) | 2007                    | "Monkey Fist Strikes" "Monkey Ninjas in Space" "The Full Monkey" "Gorilla Fist" |
| Kim Possible Movie: Graduación                            | 2007                    | "Parte 1" "Parte 2" |
| Kim Possible: Temporada No.2                              | 2010 (USA & Canada)     | "Crush" "Sink or Swim" "The New Ron" "Tick-Tick-Tick" "Downhill" "Bueno Nacho" "Number One" "Mind Games" "Royal Pain" "Coach Possible" "Pain King vs. Cleopatra" "Monkey Fist Strikes" "October 31st" "All the News" "Kimitation Nation" "The Twin Factor" "Animal Attraction" "Monkey Ninjas in Space" "Ron the Man" "Low Budget" |
| Kim Possible: Temporada No.2                              | 2010 (USA & Canada)     | "Naked Genius" "Grudge Match" "Two To Tutor" "The Ron Factor" "Car Trouble" "Rufus in Show" "Adventures in Rufus Sitting" "Job Unfair" "The Golden Years" "Virtu-Ron" "The Fearless Ferret" "Exchange" "Rufus Verses Commodore Puddles" "Day of the Snowmen" "A Sitch In Time Present" "A Sitch In Time Past" "A Sitch In Time Future" "A Very Possible Christmas" "Queen Bebe" "Hidden Talent" "Return to Wannaweep" "Go Team Go" "The Full Monkey" "Blush" "Partners" "Oh Boyz" "Sick Day" "The Truth Hurts" "Mother's Day" "Motor Ed" "Ron Millionaire" "Triple S" "Rewritting History" |

## Videojuegos
La mayoría de los juegos se encuentran diseñados para consolas portátiles, (Game Boy Advance y Nintendo DS) sin embargo el último juego fue desarrollado para PlayStation 2. Actualmente la serie tiene 6 videojuegos.

### Disney's Kim Possible: Revenge of Monkey Fist
Plataforma: Game Boy Advance
Fecha de lanzamiento: 13 de noviembre de 2002. 
Desarrolladora: Disney Interactive.
Distribuidora: THQ
Clasificación: (E) para todas las edades. (suitable for all ages)
Resumen: "La venganza de Mano de Mono" es una aventura sencilla en la que se controla a Kim, con disponibilidad de ataques y herramientas. Lo más destacable del juego es su desarrollo. Desafortunadamente, es bastante sencillo y "ganable", y la música no está demasiado lograda, además de que en lo que a gráficos se refiere deja bastante que desear.
Historia dentro del juego: Ron fue secuestrado y Kim deberá salvarlo.

### Disney's Kim Possible 2: Drakken's Demise
Plataforma: Game Boy Advance
Fecha de lanzamiento: 15 de septiembre de 2004. 
Compañía: Disney Interactive.
Distribuidora: THQ
Clasificación: (E) para todas las edades. (suitable for all ages)
Resumen: En "El regreso de Drakken", veremos a una Kimberly Ann mucho más dinámica en sus movimientos, y decididamente con mejorías notables a la hora del desarrollo del Juego, tenemos más herramientas para usar y una aventura más para superar. Los aspectos que habían hecho "Incompleto" al su versión anterior no fueron muy cambiados, poco desarrollo en la Música, poco desarrollo en los escenarios, Y, lo peor, poco desarrollo de enemigos.
Historia dentro del juego: Kim deberá enfrentar a diferentes villanos y evitar que cometan sus propósitos malvados.

### Disney's Kim Possible 3: Team Possible
Plataforma: Game Boy Advance
Fecha de lanzamiento: 21 de agosto de 2005. 
Compañía: Disney Interactive.
Distribuidora: THQ
Clasificación: (E) para todas las edades. (suitable for all ages)
Resumen: "El Equipo Possible", tal es el nombre de la última entrega para Game Boy Advance, es una de las mejores desarrolladas hasta ahora. Esta vez podremos controlar, no solo a Kim y a Rufus, sino también a Ron, y disfrutar de los diferentes "juguetes" que se puede elegir con cada uno. También habrá una gran variedad de enemigos tales como Mano de Mono, Drakken y el Sr. Senior Sr. La música y los gráficos, si bien podrán sentirse bastante diferentes, pero no pasan de ser simplemente "agradables".
Historia dentro del juego: en esta aventura, Kim tratará de evitar que muchos de sus enemigos conquisten el mundo.

### Disney's Kim Possible 4: Kimmunicator
Plataforma: Nintendo DS
Fecha de lanzamiento: 9 de noviembre de 2005.
Compañía: Disney Interactive.
Distribuidora: THQ & Buena Vista Games.
Clasificación: (E) Para todas las edades. (suitable for all ages)
Resumen: "Kimmunicador" La última entrega del la saga basada en la heroína de Disney. Kim Possible, y también la primera aventura realizada en tres dimensiones. En esta ocasión, podremos contar con muchas de las características sobresalientes de los juegos anteriores pero con una gran ventaja de jugabilidad, brindada por el novedoso Nintendo DS. Esta vez podremos ponerle a Kim más de dos trajes, incluyendo el de animadora, el del sigilo, el de batalla común y otros, la música esta vez está bastante cuidada, pero sin llegar a ser excelente. En lo que trata al desarrollo se puede decir que es un juego muy bien realizado, bastante divertido y fundamentalmente parecido a las aventuras de Kim en la Serie, desafortunadamente es muy corto y, después de un rato, sencillo.
Historia dentro del juego: Wade, el amigo cibertrónico de Kim, es secuestrado, y ella deberá rescatarlo.

### Disney's Kim Possible 5: Global Gemini
Plataforma: Nintendo DS
Compañía: Disney Interactive - Buena Vista Games.
Distribuidora; N/A
Clasificación: (E) para todos los públicos. (suitable for all ages)
Resumen: 
Historia dentro del Juego: N/A

### Disney's Kim Possible 6: What's the Switch?
Plataforma: PlayStation 2, Xbox (No lanzado)
Compañía: Disney Interactive
Distribuidora: N/A
Clasificación: (E) para todos los públicos. (suitable for all ages)
Resumen: KP: What's the Switch?, es el primer y único juego de la serie en el cual se utiliza la consola PlayStation 2, Además de que el juego estaba previsto también para el lanzamiento de la consola Xbox original pero se canceló sin motivo aparente. incluye 11 misiones en las que los jugadores pueden controlar a Kim, Shego o Rufus (para cada nivel se designan personajes) además la habilidad de adquirir y utilizar seis herramientas y el modo dos jugadores. 
Observando detalladamente, se puede considerar que este juego es el mejor que ha conseguido el programa, su música es muy cuidada y llega a la perfección, a los personajes, (a Kim y a Shego) se les puede cambiar de trajes (8 vestimentas a cada una), el ambiente dentro del juego llega a ser realista y variado, el desarrollo transcurre de manera simple, pero elaborada. En el juego se utilizó las voces originales de los personajes para desarrollar la historia e incluso pequeños clips de videos, lo que sí, el juego llega a ser muy sencillo una vez jugado y no hay mucha variedades de villanos, ya que solo se utilian 2 (Prof.Dementor y luego, Mano de mono, que se incluye al pasar los niveles)
Historia dentro del juego: Kim y Shego tendrán que trabajar juntas, tras que la "malvada" mente del Dr.Drakken se intercambia con la de Ron Imparable.

## Premios y nominaciones
| Año  | Premio              | Categoría                                            | Nominados                   | Resultado |
| ---- | ------------------- | ---------------------------------------------------- | --------------------------- | --------- |
| 2005 | Daytime Emmy Awards | Outstanding Sound Mixing - Live Action and Animation | Melissa Ellis and Fil Brown | Ganadores |

- Datos: Q203707
- Multimedia: Kim Possible / Q203707